# William McDougall (psychologue)
Pour les articles homonymes, voir William McDougall.
William McDougall, né le 22 juin 1871 à Chadderton au Royaume-Uni et mort le 28 novembre 1938 à Durham aux États-Unis, est un psychologue et professeur d'université, auteur de plusieurs livres importants dans ce domaine. Il a développé une théorie de l'instinct et de la psychologie sociale.

## Distinctions
- Membre de la Royal Society

## Publications
- An introduction to social Psychology, London, Methuen & Co , 1911.